# Aeroporto Internazionale di al-'Ayn
L'Aeroporto Internazionale di al-'Ayn (in arabo مَطَار ٱلْعَيْن ٱلدَُوَلِِي‎?, in inglese Al Ain International Airport) (IATA: AAN, ICAO: OMAL) è uno scalo aeroportuale emiratino situato a 18 km (10 nmi) nordovest di al-'Ayn, popolosa città dell'emirato di Abu Dhabi, nei pressi del confine con l'Oman.
Lo scalo, inaugurato il 31 marzo 1994 e operativo da quello stesso anno, è gestito da Abu Dhabi Airports Company ed è aperto al traffico commerciale.

## Storia

### Incidenti
- Il 27 febbraio 2011 un aereo anfibio McKinnon G-21G Turbo Goose della compagnia charter Triple S Aviation si schiantò a terra poco dopo il decollo; nell'incidente rimasero uccise tutte le 4 persone a bordo.[4][5]

## Struttura
La struttura, posta a 264 m s.l.m. (866 ft), comprende un terminal, strutture di servizio e ricovero velivoli, una torre di controllo del traffico aereo e una pista con superficie in asfalto lunga 4 000 e larga 45 m (13 123 x 148 ft), con orientamento 01/19, priva sia di sistema di supporto all'atterraggio strumentale (ILS) che di sistema di illuminazione a bordo pista (LIRL/MIRL/HIRL) e sistema luminoso di avvicinamento PAPI.

## Statistiche
Questo grafico non è disponibile a causa di un problema tecnico.
Si prega di non rimuoverlo.
Vedi la query Wikidata di origine.